# Celerena signata
Celerena signata là một loài bướm đêm trong họ Geometridae.